# Tis (okres Havlíčkův Brod)
Tis (německy Tieß) je obec v okrese Havlíčkův Brod v Kraji Vysočina. Žije zde 385 obyvatel.

## Historie
První písemná zmínka o obci pochází z roku 1426.
V letech 2006–2010 působil jako starosta Bohuslav Kubát, mezi roky 2010–2014 tuto funkci zastával Miroslav Pipek. Dalším starostou od podzimních voleb v roce 2014 byl Lukáš Malina.
| Rok            | 1869 | 1880 | 1890 | 1900 | 1910 | 1921 | 1930 | 1950 | 1961 | 1970 | 1980 | 1991 | 2001 | 2006 | 2014 |
| Počet obyvatel | 749  | 793  | 738  | 776  | 843  | 813  | 737  | 590  | 581  | 520  | 478  | 401  | 362  | 344  | 358  |

## Části obce
- Tis
- Kněž